# Разумихин, Павел Иванович
Павел Иванович Разумихин (1815—1891) — русский генерал, участник Севастопольской обороны и Кавказской войны, Бакинский губернский воинский начальник.

## Биография
Уроженец Эстляндской губернии, родился 9 декабря 1815 г.; получив образование в Ревельской губернской гимназии, он 13 мая 1830 г. поступил рядовым в Эстляндский пехотный полк, принял участие в усмирении Польского мятежа и находился во многих сражениях; 28 августа 1835 г. был произведён в прапорщики и переведен в Ревельский егерский полк.
8 июля 1838 г. Разумихин был сделан батальонным адъютантом и в том же году, 7 ноября, был переведён в Софийский морской полк. Назначенный адъютантом к начальнику 14-й пехотной дивизии с переводом в Подольский егерский полк (в июне 1847 г.), он был назначен 30 мая 1848 г. старшим адъютантом в штаб 14-й пехотной дивизии. Вслед за тем он принял участие в походе в Венгрию и Трансильванию, где и находился с 23 июля по 29 августа 1849 г. Оставив 1 декабря того же года службу при штабе, он был отчислен во фронт.
В 1853 г. Разумихин был командирован исправлять должность дежурного штаб-офицера в штаб сухопутного отряда на Молдавской границе, а по упразднении штаба передового отряда и сдаче письменных дел, был назначен 12 сентября к исправлению должности дежурного штаб-офицера в отряд генерал-адъютанта Лидерса, где и оставался до 13 января 1854 г., после чего под начальством генерал-фельдмаршала графа Паскевича-Эриванского и генерал-майора Непокойчицкого принял участие в Молдавском походе и во многих делах Дунайской кампании Восточной войны.
Получив в 1854 г. поручение заведовать отделением штаба по продовольствию войск, он 14 июня этого же года был за отличие произведён в подполковники, а 11 февраля 1855 г. сделан командиром 3-го батальона.
В 1855 г. Разумихин принял деятельное участие в обороне Севастополя и, находясь в рядах Севастопольского гарнизона, на Ростиславском редуте, выдержал продолжительную осаду города, где 26 августа во время одного из самых жестоких приступов неприятеля был ранен в голову осколком гранаты, но из строя не выбыл. После сдачи города он с войсками перешёл с южного берега на северный и оставался в Крыму до 13 декабря 1855 г., когда вместе с полком двинулся в Бессарабию.
В феврале 1856 г. он был переведён в 8-й запасный батальон Низовского пехотного полка, где пробыл недолго и в апреле того же года был прикомандирован к Подольскому пехотному полку для командования батальоном.
Назначенный 30 апреля 1859 г. командиром 6-го резервного батальона Севастопольского пехотного полка, Разумихин принял участие в походе против горцев сперва в составе Зеленчукского, а потом Урупского отрядов, которые были заняты, главным образом, устройством станиц, проведением дорог и выселением из верховьев Большой и Малой Лабы шамовцев, башильбеевцев и казибековцев; при этом происходили постоянные стычки с горцами, иногда и очень крупные, как, например, 1 августа 1861 г. при движении отряда по Шахгиреевскому ущелью.
С этого времени до окончательного покорения и присоединения Кавказа к России служба Разумихина протекла в различных боевых отрядах при частых столкновениях с горцами.
В 1862 г. он находился в Нижне-Абадзехском отряде, в 1863 г. в Раховском отряде, в 1864 г. в Камышинском и Малолабинском отрядах. 8 февраля 1864 г. П. И. Разумихин был переведён в 152-й пехотный Владикавказский полк, а 22 апреля 1865 г. назначен командиром Кавказского линейного № 1-го батальона; здесь он пробыл до ноября того же года, когда был назначен командиром 156-го Елисаветпольского пехотного полка, и ровно через месяц после этого назначения (10 декабря 1865 г.) произведён в полковники.
В 1866 г. в составе Сухумского отряда принимал участие в подавлении возмущения в Абхазии.
В ноябре 1876 г. Разумихин оставил строевую службу и был назначен Бакинским губернским воинским начальником, где вскоре был произведён (19 декабря 1876 г.) в генерал-майоры. Он и умер в этой должности в чине генерал-лейтенанта 2 января 1891 г.